# Sono Motors

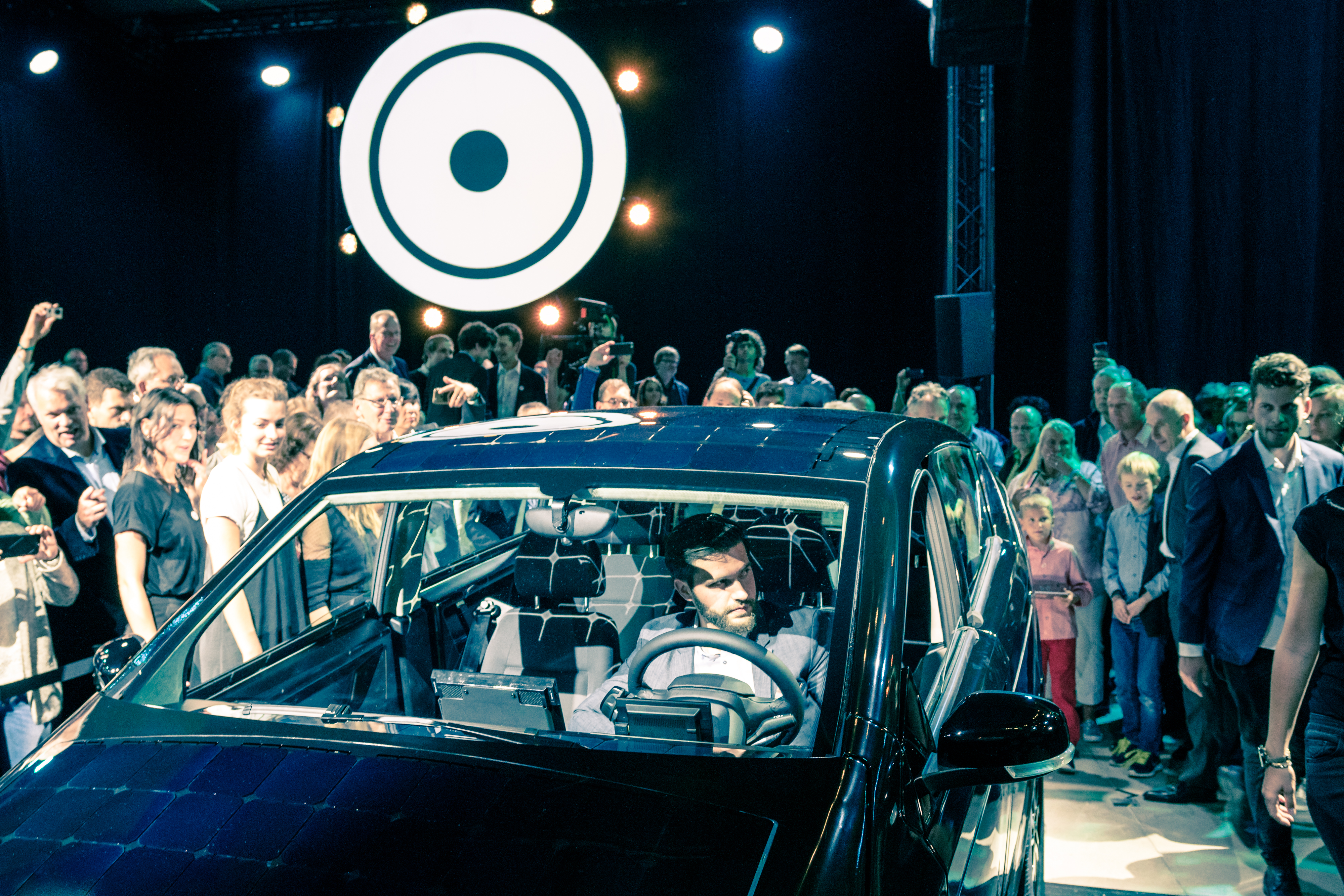
Konferencja, sierpień 2017

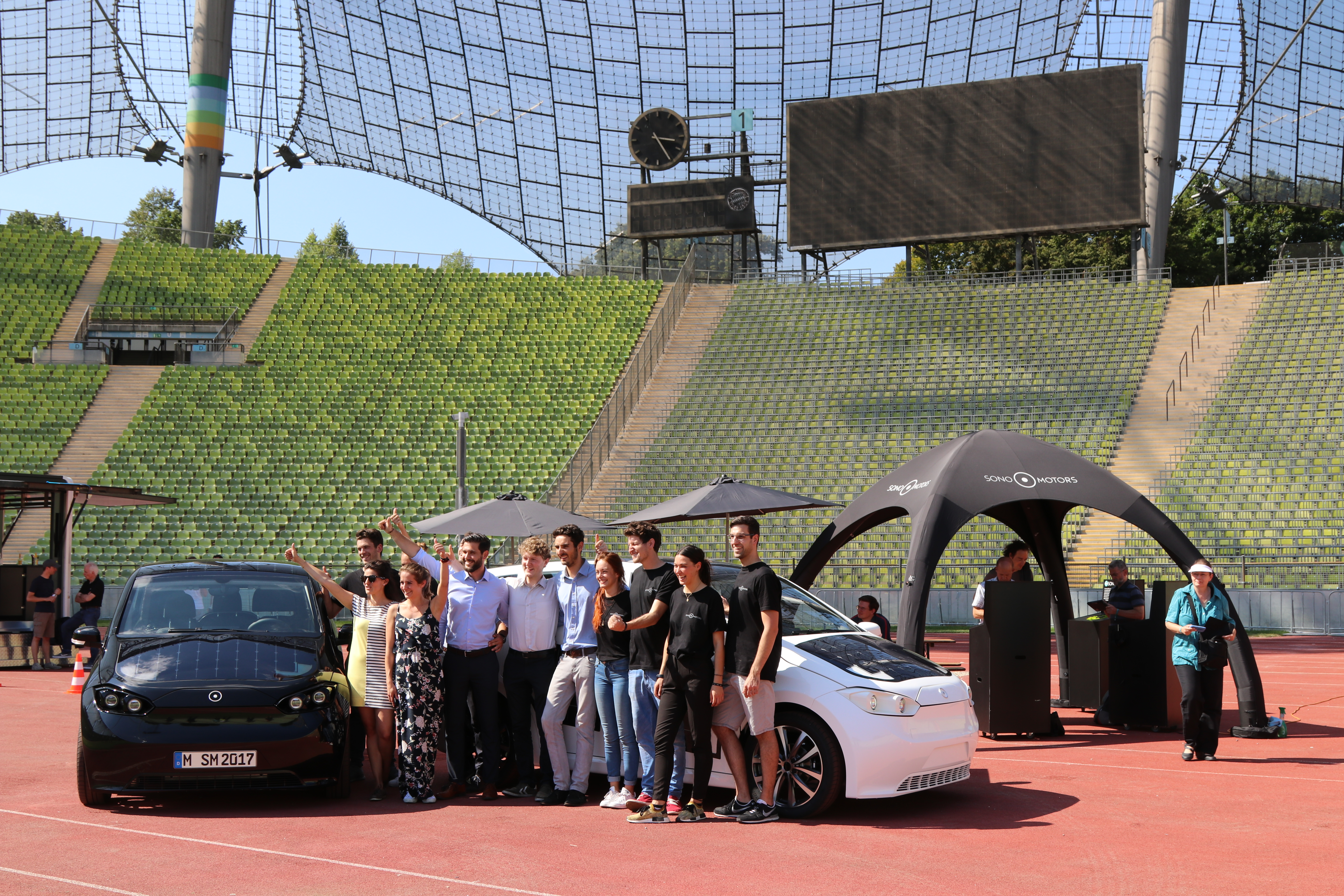
Testy prototypów, sierpień 2017

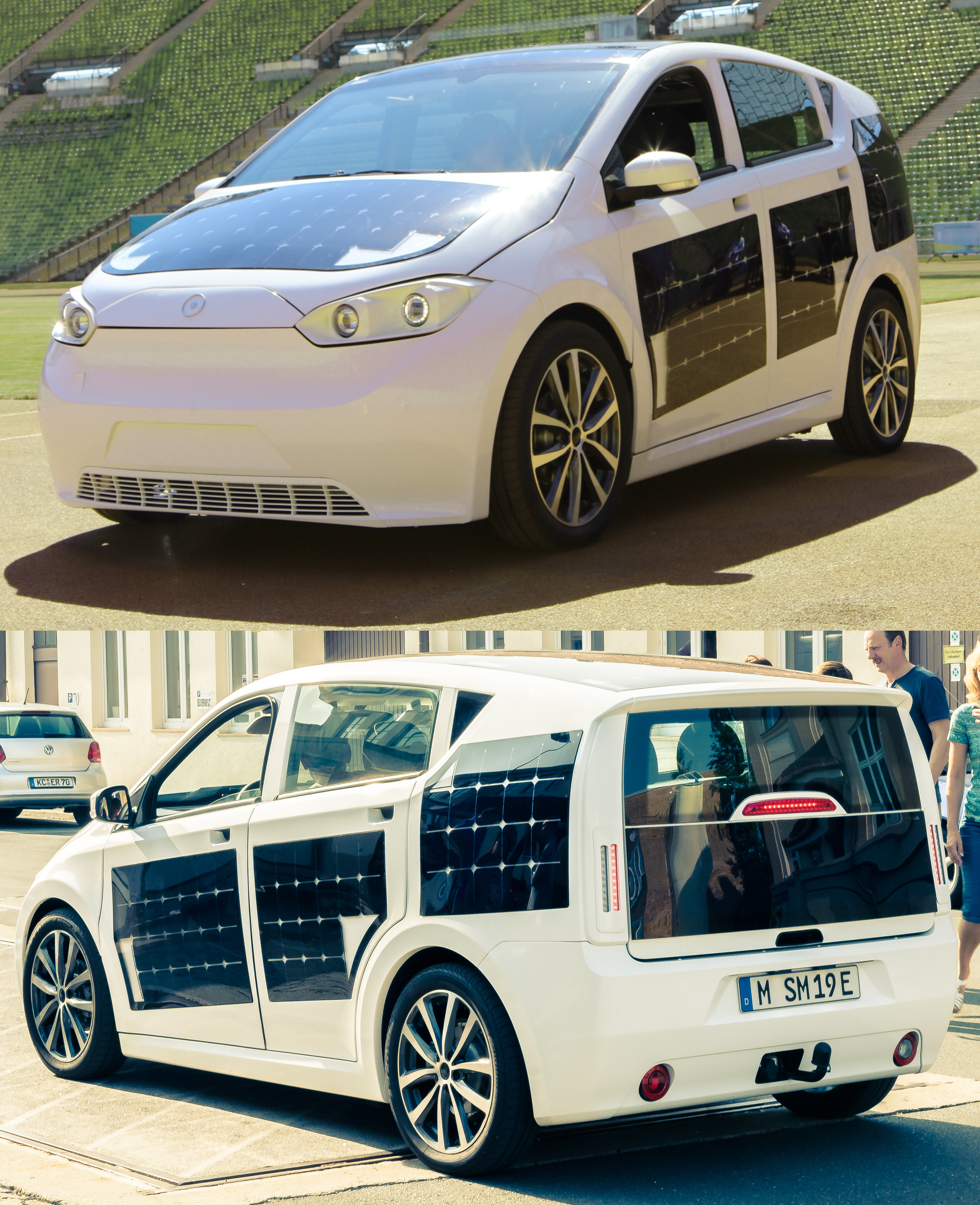
Sono Sion Concept (2017)

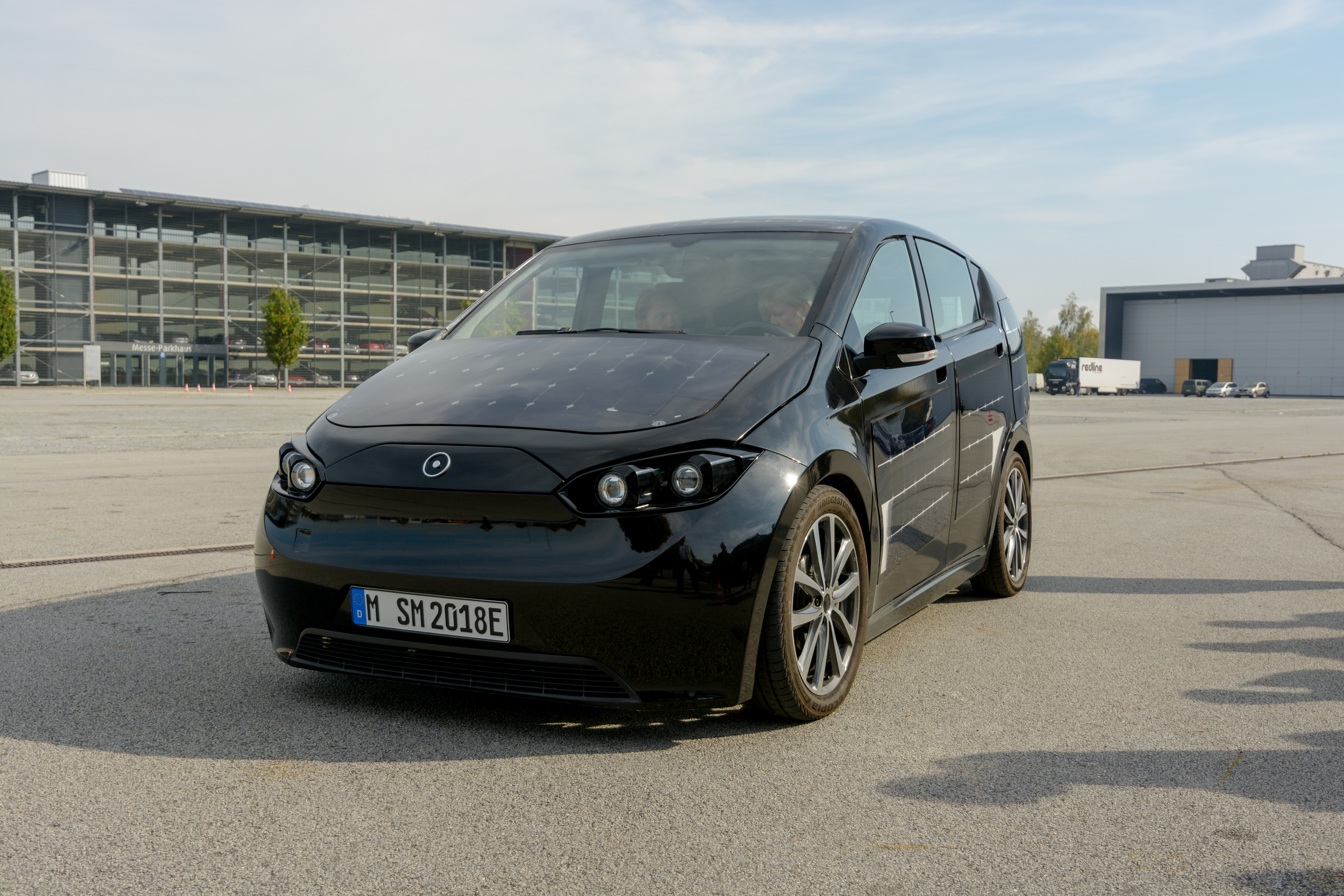
Sono Sion Concept (2018)

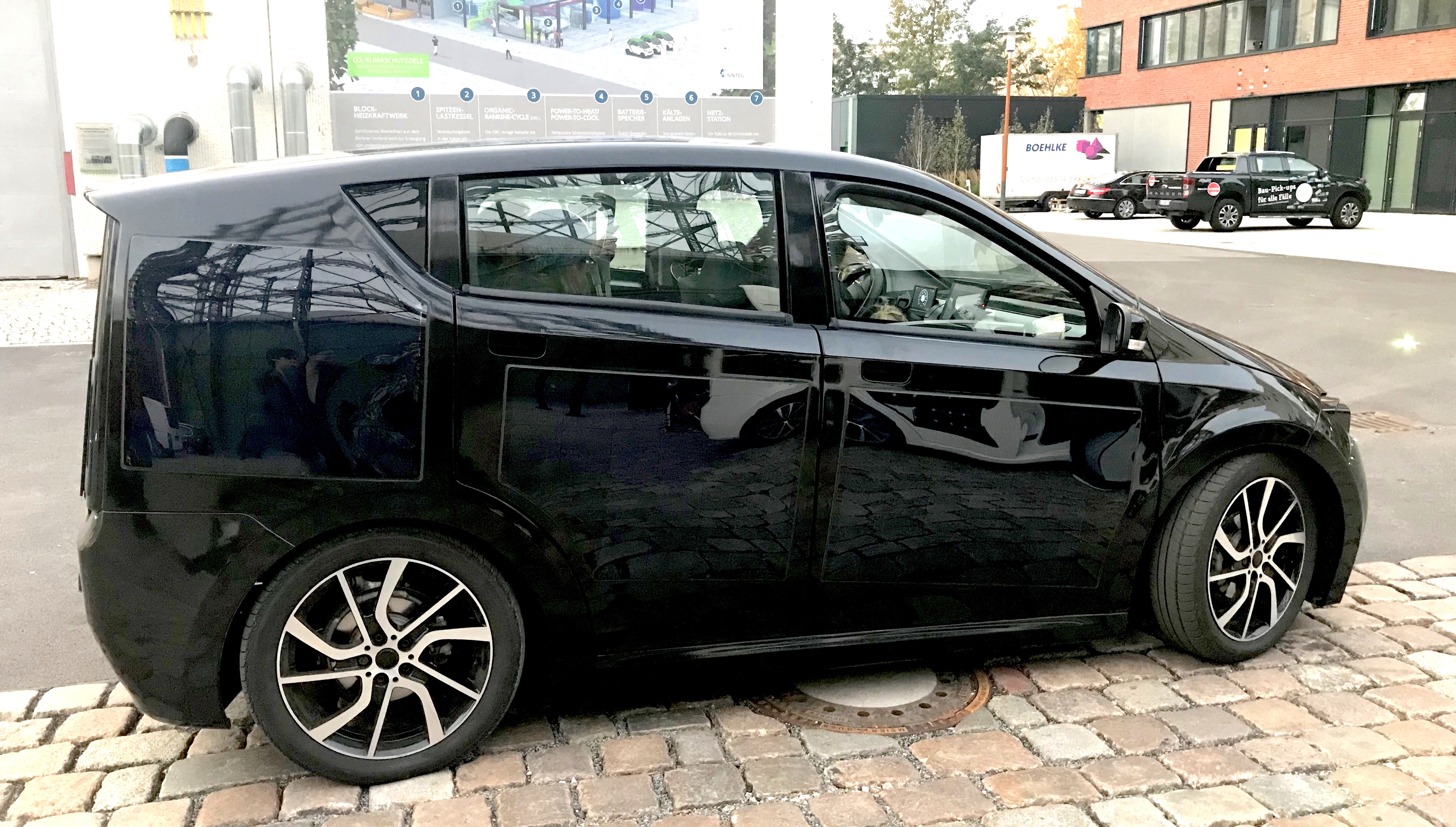
Testy prototypów w Berlinie

Sono Motors GmbH – dawny niemiecki startup planujący bez powodzenia produkcję solarno-elektrycznych samochodów, z siedzibą w Monachium, działający w latach 2016–2023.

## Historia

### Początki
Startup Sono Motors został założony w styczniu 2016 roku przez trójkę znajomych, Laurin Hahn, Navinę Pernsteiner i Jonę Christiansa, w Karben w niemieckiej Hesji. Za cel obrano rozwinięcie przystępnego cenowo, miejskiego samochodu elektrycznego, pozyskując środki na rozpoczęcie działalności za pośrednictwem utworzenia kampanii crowdfundingowej w serwisie internetowym Indiegogo. Jeszcze w tym samym roku Sono Motors zebrało środki pozwalające na skonstruowanie dwóch pierwszych prototypów, do których budowy konstrukcji w krótkim czasie przystąpiono ze współpracy z niemieckim przedsiębiorstwem Roding Automobile.

### Sion
Oficjalna premiera pierwszej wersji prototypu zapowiadającego produkcyjny model o nazwie Sion odbyła się w lipcu 2017 roku podczas specjalnej konferencji. W kolejnych miesiącach Sono rozpoczęło cykl prezentacji prototypów w europejskich miastach, umożliwiając potencjalnym inwestorom przeprowadzenie jazdy testowej i poznanie szczegółowej specyfikacji technicznej Siona. Charakterystyczną cechą, jaką stała się cechą wyróżniającą koncepcję miejskiego samochodu elektrycznego firmy Sono, zostało umieszczenie na dachu i bocznych elementach nadwozia paneli słonecznych. Te mają umożliwić zwiększenie zasięgu przy jeździe w miejskich warunkach o ok. 112 kilometrów tygodniowo.
W 2018 roku Sono Motors rozpoczęło poszerzanie swojej kadry o głównych menedżerów, prowadząc zarazem dalsze testy nad przedprodukcyjnymi prototypami Siona, którego produkcja w seryjnej postaci miała się wówczas rozpocząć w 2019 roku. Premiera produkcyjnego modelu startupu pod nazwą Sono Sion odbyła się w marcu 2019 roku, który w stosunku do prototypu sprzed dwóch lat przeszedł obszerne zmiany wizualne i zyskał bardziej konwencjonalny wygląd. Jednocześnie producent poinformował, że wszedł w porozumienie ze szwedzkim przedsiębiorstwem branży samochodów elektrycznych, NEVS, na mocy którego Sion ma być wytwarzany w należącej do tej firmy dawnej fabryki Saaba w Trollhättan.

### Kryzys
W grudniu 2019 roku Sono Motors poinformowało, że nie udało się zgromadzić potrzebnych środków na uruchomienie seryjnej produkcji modelu Sion metodą pozyskiwania inwestorów. W obawie przed ryzykiem utraty patentów i praw do swojego projektu samochodu, zespół startupu zdecydował się powrócić do pierwotnej idei crowdfundingu. Decyzja ta przyniosła pożądane skutki, jednak dopiero po wydłużeniu terminu końca zbiórki o kolejny miesiąc. Wówczas, do końca stycznia 2020 firma przekroczyła próg wymaganych 50 milonów euro i zebrała 53 miliony euro na dalsze prace nad wdrożeniem do seryjnej produkcji swojego projektu.

### Dalsze plany i niepowodzenie
W czasie, gdy w maju 2019 roku liczba rezerwacji zainteresowanych zakupem Siona wynosiła ok. 10 tysięcy osób, tak do stycznia 2020 grono to powiększyło się do 13 tysięcy osób. W tym samym roku nastąpiły zmiany na stanowiskach nadzorczych mających zapewnić startupowi odpowiednie zarządzanie na polu stabilności finansowej. W 2021 roku Sono poinformowało, że pierwotnie planowana i niezrealizowana data rozpoczęcia produkcji wyznaczona na 2019 rok została ostatecznie zrewidowana na wiosnę 2023 roku. Zapewniono zarazem, że prace mające na celu dopracować Siona trwają, a startup prowadzi komunikację z osobami, które dokonały rezerwacji poprzez np. prośby o wskazanie cech wyglądu finalnego modelu w ankietach. 
Ostatnim sukcesem startupu okazało się być zawarcie umowy z fińskim Valmet Automotive w celu uruchomienia masowej i seryjnej produkcji Siona poczynając od drugiej połowy 2023 roku w mieście Uusikaupunki. W grudniu 2022 firma poinformowała o kolejnych kłopotach finansowych i trudnościach z wdrożeniem swojego projektu do produkcji, uruchamiając nową rundę finansowania crowdfundingowego pod hashtagiem #SaveSion. Ostatnia próba uzyskania płynności finansowej nie przyniosła oczekiwanych rezultatów, kończąc się 24 lutego 2023 na oficjalnym ogłoszeniu porzucenia projektu Sono Sion i wycofania się z branży motoryzacyjnej na rzecz sektora paneli słonecznych w ramach nowej inicjatywy Sono Solar.

## Modele samochodów

### Rozwijane projekty
- Sion

### Studyjne
- Sono Sion Concept (2017)